# Parigi-Camembert 1990
La Parigi-Camembert 1990, cinquantunesima edizione della corsa e valida come evento del circuito UCI categoria 1.3, si svolse il 17 aprile 1990. Fu vinta dal francese Thierry Marie.

## Ordine d'arrivo (Top 10)
| Pos. | Corridore          | Squadra            | Tempo |
| ---- | ------------------ | ------------------ | ----- |
| 1    | Thierry Marie      | Castorama          |       |
| 2    | Vincent Barteau    | Castorama          |       |
| 3    | John Van Den Akker | PDM                |       |
| 4    | Rudy Verdonck      | Lotto              |       |
| 5    | Peter De Clercq    | Lotto              |       |
| 6    | Andreas Kappes     | Toshiba            |       |
| 7    | Laurent Jalabert   | Toshiba            |       |
| 8    | Ronan Pensec       | Z                  |       |
| 9    | Atle Pedersen      | PDM                |       |
| 10   | Luigi Furlan       | Helvetia-La Suisse |       |